# Lijst van burgemeesters van Bergen op Zoom
Dit is een lijst van burgemeesters van de Nederlandse gemeente Bergen op Zoom in de provincie Noord-Brabant.
| Ambtsperiode                         | Naam burgemeester                                                | Partij of stroming | Bijzonderheden |
| ------------------------------------ | ---------------------------------------------------------------- | ------------------ | --- |
| 1811                                 | Gerard (G.) Vermeulen                                            |                    | |
| 1818                                 | Petrus Josephus Cuypers                                          | Regeringsgezind    | stichtte landgoed Mattemburgh                                                                                                 |
| 1819 - 1824                          | Johannes (Jan) Vergroesen                                        |                    | |
| 1824 - 1837                          | Petrus Josephus Cuypers                                          | Regeringsgezind    | |
| 1837 - 1847                          | Jacob Dirk de Roock                                              |                    | |
| 1848 - 1885                          | P.J.C.F. van Hasselt                                             |                    | |
| 1885 - 1892                          | A.J.L. de Roock                                                  |                    | zoon van Jacob Dirk de Roock                                                                                                  |
| 1892 - 1898                          | F.M.A. (Franciscus Maria Amandus) van Schaeck Mathon (1853-1931) |                    | Geboren als Mathon, pas bij KB 30 april 1898 toestemming zich van Schaeck Mathon te noemen. Hierna burgemeester van Nijmegen. |
| 1899 - 1924                          | B.J. Hulshof                                                     |                    | |
| 1 juli 1924 - 15 maart 1929          | H. (Hendrikus) Stulemeijer                                       | RKSP               | |
| 1929 - 1941                          | P.A.F. Blom                                                      | RKSP               | |
| 1941 - 1944                          | H.A.F. Lijnkamp                                                  |                    | eerder waarnemend burgemeester van Gilze en Rijen                                                                             |
| 1 januari 1945 - 1 september 1952    | Herman (H.B.J.) Witte (1909-1973)                                | KVP                | waarnemend tot 1 mei 1946 |
| 16 november 1952 - 1 augustus 1965   | L.A.H. (Leonard Antoon Hubert) Peters                            | KVP                | |
| 16 oktober 1965 - 1 september 1981   | Louis (L.J.M.) van de Laar                                       | KVP / CDA          | |
| 1 februari 1982 - 1 januari 1994     | Pieter (P.) Zevenbergen                                          | VVD                | |
| 16 januari 1994 - 1 juli 2000        | Ans (A.) van den Berg                                            | VVD                | |
| 16 november 2000 - 30 september 2004 | Peter (P.A.C.M.) van der Velden                                  | PvdA               | |
| 25 oktober 2004 - 19 mei 2005        | Dick (D.W.) de Cloe                                              | PvdA               | waarnemend |
| 19 mei 2005 - 1 maart 2013           | Han (J.M.M.) Polman                                              | D66                | |
| 1 maart 2013 - 31 augustus 2013      | Dick (D.W.) de Cloe                                              | PvdA               | waarnemend |
| 1 september 2013 - 30 juni 2023      | Frank (F.A.) Petter                                              | CDA                | [ 1 ] [ 2 ] |
| 5 juli 2023 - heden                  | Margo (M.) Mulder                                                | PvdA               | [ 3 ] |